# Si bleu, si calme
Pour plus de détails, voir Fiche technique et Distribution.
Si bleu, si calme est un documentaire français réalisé par Éliane de Latour et sorti en 1996.

## Fiche technique
- Titre : Si bleu, si calme
- Réalisation : Éliane de Latour
- Photographie : Éliane de Latour
- Son : Jacques Balay
- Montage : Anne Weil
- Musique : Éric Thomas
- Production : Les Films d'ici
- Pays d'origine :  France
- Genre : documentaire
- Durée : 80 minutes
- Date de sortie : 1996 (Première mondiale au Festival de Locarno)

## Distinctions

### Sélections
- Festival de Locarno 1996

### Récompenses
- Festival international du film de Lisbonne DocLisboa 1996 : mention spéciale[1]